# Arnaud de La Vie de Villemur
Arnaud de La Vie (v. 1305-1382), vicomte de Villemur, seigneur de Calvinet, seigneur de Chambreuil, est le fils de Pierre de Via, vicomte de Calvignac, de Villemur, seigneur de Salers, officier de bouche à la Cour pontificale, et de Bernarde du Mas.

## Biographie
Il était, par sa grand-mère paternelle Marie Duèze, un petit-neveu de Jacques Duèze, de la famille Duèze de Cahors, élu pape en 1316 sous le nom de Jean XXII.
Son père avait acquis en 1323 la châtellenie de Calvinet de Marie, dite Eustachie, et de son père Eustache de Beaumarchès.
Il est le frère de Marie de La Vie de Villemur (Cahors en 1315 - 28 septembre 1383) qui épouse à Avignon le 14 juin 1333 (en calendrier julien) Béraud Ier, d'Auvergne, comte de Clermont, 7e dauphin d'Auvergne en 1351, sire de Mercœur en 1339, « la souche » de nombreuses familles royales en Europe.
Il se marie vers 1325 avec Marguerite, fille de Guillaume III de Chauvigny-Châteauroux, princeps de Déols, et de Jeanne de Vendôme, qui lui donne trois enfants :
- Pierre de La Vie, marié le 13 février 1345 à Mauriac à Thomaze de Pons, fille de Renaud, vicomte de Carlat et de Jeanne d'Albret, dont il n'a pas d'enfants.
- Jeanne de La Vie, mariée le 20 mai 1370 à Jean de Montal, fils de Bertrand II, seigneur de Laroquebrou,
- Marguerite de La Vie (1335-1391), mariée en 1353 à Jean de Castelnau, fils de Hugues III, seigneur de Castelnau et de Maragde de Canillac.